# Supercoven
Supercoven es un EP de la banda inglesa Electric Wizard. Fue lanzado el 3 de agosto de 1998 por el sello Bad Acid Records. Posteriormente sería reeditado por el sello estadounidense Southern Lord Records, con dos bonus tracks.

## Lista de canciones
Música por Electric Wizard. Letras por Jus Oborn.
| N.º | Título       | Duración |  |
| 1.  | «Supercoven» | 13:15    |  |
| 2.  | «Burnout»    | 18:41    |  |

| Bonus reedición 2000 |                             |          |  |
| N.º                  | Título                      | Duración |  |
| 3.                   | «Wizards of Gore (demo)»    | 9:04     |  |
| 4.                   | «Electric Wizard (en vivo)» | 9:55     |  |

Nota: "Wizards of Gore" es un demo de 1994, y "Electric Wizard" fue grabada en vivo en Países Bajos en 1996.

## Créditos
| - Jus Oborn – guitarra, voz - Tim Bagshaw – bajo - Mark Greening – batería | - Mezclado por Jamie King, Jus Oborn y Rolf Startin. - Arte de portada por Tim Bagshaw. |